# Frits Booy
Frederik Jacobus (Frits) Booy (Alphen aan den Rijn, 17 december 1942) is een Nederlands schrijver, sinterklaaskenner en publicist uit Baarn.
Booy groeide op in Boskoop en volgde een mo-b-lerarenopleiding te Den Haag. Hij was 35 jaar leraar Nederlands, waarvan ruim dertig jaar (1970-2001) aan Het Baarnsch Lyceum in Baarn. Na zijn vervroegd pensioen bleef hij als archivaris aan het Lyceum verbonden.

## Jeugdliteratuur 19e eeuw
Van 2000 tot 2010 was Booy bestuursvoorzitter van de Stichting Geschiedenis Kinder- en Jeugdliteratuur. Hij is ook betrokken bij het Nederlands Genootschap van Bibliofielen. Booy publiceert artikelen over negentiende-eeuwse kinderboeken, waaronder Waardering en gebruik van negentiende-eeuwse kinderboeken (online op de DBNL), en er verschenen artikelen van zijn hand in de tijdschriften Boekenpost, SchoolAnno en de jaarboeken van het Nederlands Genootschap van Bibliofielen. Hij geeft lezingen over de geschiedenis van de Nederlandse kinder- en jeugdliteratuur.
In 2010 kreeg Booy de Hieronymus van Alphen Prijs uit handen van Jant van der Weg. De prijs wordt toegekend aan personen die zich inzetten voor bevordering en verbreding van de kennis over kinder- en jeugdliteratuur.

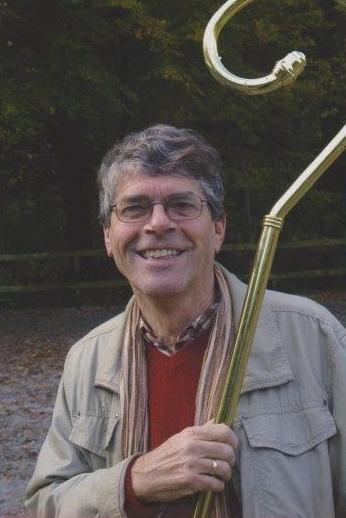
Frits Booy, Sinterklaaskenner

## Sint-Nicolaascultuur
Frits Booy strijdt hevig voor het behoud van het sinterklaasfeest vanwege het waardevolle cultuurhistorische, sociale en creatieve karakter ervan. Hij is bestuurslid van de stichting Nationaal Sint Nicolaas Comité en mede-auteur van Sint Nicolaas van A tot Z. Hij schreef artikelen over sinterklaasletters, -gedichten en -surprises in o.a. het tijdschrift "Traditie" van het Nederlands Centrum voor Volkscultuur en Immaterieel Erfgoed in Utrecht en publiceerde de tot nu toe enige monografie over Zwarte Piet: Op zoek naar Zwarte Piet. In Sinterklaastijd geeft hij lezingen over de historie van de sinterklaascultuur. Tot zijn boekenverzameling horen 150 Sinterklaasboeken.

## Regionale geschiedenis
Booy is betrokken bij de stichting voor regionale geschiedenis Tussen Vecht en Eem. Van het tijdschrift "Tussen Vecht en Eem" had Booy de eindredactie. Voor deze historische verenigingen schreef hij over de zeven Sint-Nicolaaskerken in vier plaatsen in dat gebied, zowel de middeleeuwse als die van latere tijd. In het Lieu de memoire toont hij aan, dat de bisschop in het wapen van Baarn Sint Nicolaas is. Ook toonde hij aan dat Napoleon Bonaparte nooit in Baarn geweest kan zijn. 
In 2014 was Booy mede-auteur en mede-eindredacteur van Duizend jaar Baarn: geschiedenis van een Eemlands dorp, dat verscheen ter gelegenheid van het robijnen jubileum van de Historische Kring Baerne. Tien jaar later verscheen van dezelfde vereniging het jubileumboek Baarn in de wereld De wereld in Baarn met Booy als een van de hoofdredacteuren en auteur. 
In 2025 werd aan hem de Meester Pluimprijs uitgereikt voor zijn verdiensten voor de geschiedenis van Baarn.

## Nederlandse literatuur
Booy publiceerde een aantal artikelen over onderwerpen uit de Nederlandse literatuur. Naast publicaties over Bredero, Betje Wolff en Aagje Deken schreef hij onder andere "Symmetrie en effect in de Reynaert" (in het tijdschrift Tiecelijn).